# Cyclodictyon mittenii
Cyclodictyon mittenii là một loài rêu trong họ Pilotrichaceae. Loài này được (A. Jaeger) Kuntze mô tả khoa học đầu tiên năm 1891.